# 冰島瘦獅子魚
冰島瘦獅子魚，為輻鰭魚綱鮋形目杜父魚亞目獅子魚科的一個種，分布於東北大西洋的冰島南方海域，棲息深度1250-1500公尺，體長可達4.6公分，為深海底棲性魚類，屬肉食性，生活習性不明。

## 擴展閱讀
維基物種上的相關：冰島瘦獅子魚